# Campeonato Pernambucano 1998
In 1998 werd het 84ste Campeonato Pernambucano gespeeld voor voetbalclubs uit de Braziliaanse staat Pernambuco. De competitie werd georganiseerd door de FPF en werd gespeeld van 25 januari tot 7 juni. Sport werd kampioen.
Indien een club gelijk speelde en gescoord had die wedstrijd kregen ze twee punten, bij een scoreloos gelijkspel krijgen ze één punt. 

## Eerste toernooi
| Plaats | Club                         | Wed. | W  | G+2 | G+1 | V  | Saldo | Ptn. |
| ------ | ---------------------------- | ---- | -- | --- | --- | -- | ----- | ---- |
| 1.     | Sport do Recife              | 11   | 10 | 0   | 1   | 0  | 35:3  | 31   |
| 2.     | Náutico                      | 11   | 8  | 1   | 1   | 1  | 23:9  | 27   |
| 3.     | Porto                        | 11   | 4  | 5   | 0   | 2  | 20:13 | 22   |
| 4.     | Santa Cruz                   | 11   | 4  | 3   | 2   | 2  | 17:10 | 20   |
| 5.     | Central                      | 11   | 4  | 3   | 1   | 3  | 14:15 | 19   |
| 6.     | Ferroviário de Serra Talhada | 11   | 4  | 2   | 2   | 3  | 13:18 | 18   |
| 7.     | Vitória                      | 11   | 4  | 2   | 1   | 4  | 11:14 | 17   |
| 8.     | 1° de Maio                   | 11   | 3  | 3   | 1   | 4  | 13:16 | 16   |
| 9.     | Recife                       | 11   | 3  | 2   | 2   | 4  | 15:14 | 15   |
| 10.    | Flamengo                     | 11   | 2  | 3   | 1   | 5  | 8:14  | 13   |
| 11.    | Petrolândia                  | 11   | 1  | 1   | 0   | 9  | 12:26 | 5    |
| 12.    | Cabense                      | 11   | 0  | 1   | 0   | 10 | 7:36  | 2    |

|  | Geplaatst voor tweede toernooi groep A |
|  | Naar tweede toernooi groep B           |

## Tweede toernooi

### Groep A
| Plaats | Club                         | Wed. | W | G+2 | G+1 | V | Saldo | Ptn. |
| ------ | ---------------------------- | ---- | - | --- | --- | - | ----- | ---- |
| 1.     | Sport do Recife              | 7    | 6 | 1   | 0   | 0 | 18:5  | 20   |
| 2.     | Porto                        | 7    | 4 | 1   | 0   | 2 | 15:9  | 14   |
| 3.     | Santa Cruz                   | 7    | 3 | 2   | 0   | 2 | 10:7  | 13   |
| 4.     | Náutico                      | 7    | 3 | 1   | 0   | 3 | 15:10 | 11   |
| 5.     | Ferroviário de Serra Talhada | 7    | 3 | 1   | 0   | 3 | 11:13 | 11   |
| 6.     | Vitória                      | 7    | 1 | 2   | 1   | 3 | 5:10  | 8    |
| 7.     | Central                      | 7    | 2 | 0   | 1   | 4 | 5:8   | 7    |
| 8.     | 1° de Maio                   | 7    | 1 | 0   | 0   | 6 | 3:20  | 3    |

|  | Geplaatst voor derde toernooi en finale |
|  | Geplaatst voor derde toernooi           |

### Groep B
| Plaats | Club        | Wed. | W | G+2 | G+1 | V | Saldo | Ptn. |
| ------ | ----------- | ---- | - | --- | --- | - | ----- | ---- |
| 1.     | Recife      | 6    | 4 | 1   | 0   | 1 | 13:5  | 14   |
| 2.     | Flamengo    | 6    | 4 | 0   | 0   | 2 | 11:7  | 12   |
| 3.     | Cabense     | 6    | 1 | 1   | 1   | 3 | 3:9   | 6    |
| 4.     | Petrolândia | 6    | 0 | 2   | 1   | 3 | 6:13  | 5    |

|  | Geplaatst voor derde toernooi |

## Derde toernooi
| Plaats | Club                         | Wed. | W | G+2 | G+1 | V | Saldo | Ptn. |
| ------ | ---------------------------- | ---- | - | --- | --- | - | ----- | ---- |
| 1.     | Sport do Recife              | 5    | 4 | 0   | 1   | 0 | 9:1   | 13   |
| 2.     | Porto                        | 5    | 3 | 1   | 0   | 1 | 8:6   | 11   |
| 3.     | Náutico                      | 5    | 2 | 0   | 1   | 2 | 8:7   | 7    |
| 4.     | Recife                       | 5    | 2 | 0   | 0   | 3 | 8:10  | 6    |
| 5.     | Santa Cruz                   | 5    | 1 | 1   | 0   | 3 | 5:9   | 5    |
| 6.     | Ferroviário de Serra Talhada | 5    | 1 | 0   | 0   | 4 | 5:10  | 3    |

|  | Geplaatst voor finale |

### Kwalificatie seizoen 1999
| Plaats | Club        | Wed. | W | G+2 | G+1 | V | Saldo | Ptn. |
| ------ | ----------- | ---- | - | --- | --- | - | ----- | ---- |
| 1.     | Vitória     | 5    | 5 | 0   | 0   | 0 | 19:2  | 15   |
| 2.     | Flamengo    | 5    | 3 | 0   | 0   | 2 | 12:11 | 9    |
| 3.     | Central     | 5    | 2 | 1   | 0   | 2 | 12:8  | 8    |
| 4.     | Petrolândia | 5    | 2 | 1   | 0   | 2 | 6:12  | 8    |
| 5.     | 1° de Maio  | 5    | 1 | 0   | 0   | 4 | 6:13  | 3    |
| 6.     | Cabense     | 5    | 1 | 0   | 0   | 4 | 5:14  | 3    |

|  | Gekwalificeerd voor 1999 |
|  | Degradatie               |

## Totaalstand
Aangezien Sport al voor de finale geplaatst was kreeg de tweede beste club over de gehele drie toernooien ook een ticket voor de finale.
| Plaats | Club                         | Wed. | W  | G+2 | G+1 | V  | Saldo | Ptn. |
| ------ | ---------------------------- | ---- | -- | --- | --- | -- | ----- | ---- |
| 1.     | Sport do Recife              | 23   | 2  | 0   | 12  | 0  | 62:9  | 64   |
| 2.     | Porto                        | 23   | 11 | 7   | 0   | 5  | 43:28 | 47   |
| 3.     | Náutico                      | 23   | 13 | 2   | 2   | 6  | 46:26 | 45   |
| 4.     | Santa Cruz                   | 23   | 8  | 6   | 2   | 7  | 32:26 | 38   |
| 5.     | Ferroviário de Serra Talhada | 23   | 8  | 3   | 2   | 10 | 29:41 | 32   |

|  | Geplaatst voor finale als toernooiwinnaar |
|  | Geplaatst voor finale als beste tweede    |

## Finale
Sport had aan een gelijkspel of zege genoeg om de titel binnen te halen, indien Porto won zou er nog een tweede wedstrijd volgen.
|               |       |       |       |  |
| 7 juni Finale | Sport | 2 – 0 | Porto |  |
| 7 juni Finale |       |       |       |  |

## Kampioen
| Campeonato Pernambucano de 1998 |
| Pernambuco                      |
| ------------------------------- |
| SPORT Kampioen (31° titel)      |